# جواز سفر الأنديز

أعضاء دول الانديز.

جواز سفر الأنديز هو جواز السفر لدول أمريكا الجنوبية والتي تعتبر أعضاء في مجموعة دول الانديز.

## صور جوازات مجموعة دول الأنديز

العرض=120
جواز سفر بوليفي
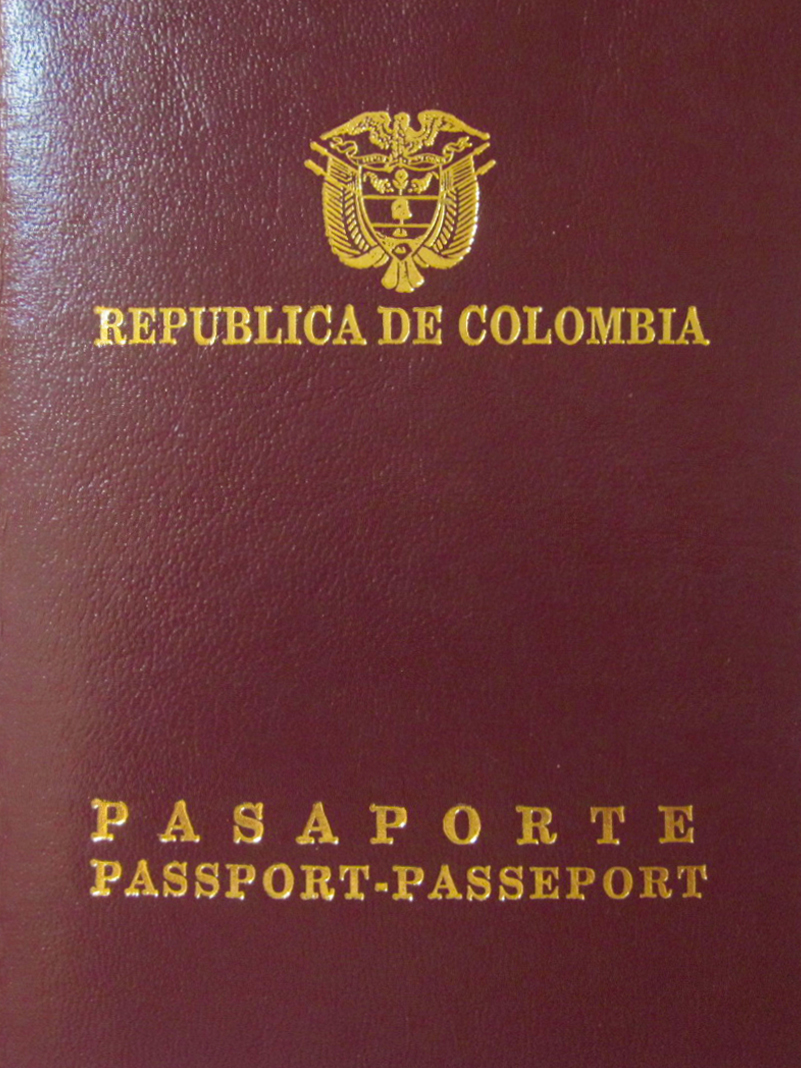
جواز سفر كولومبي
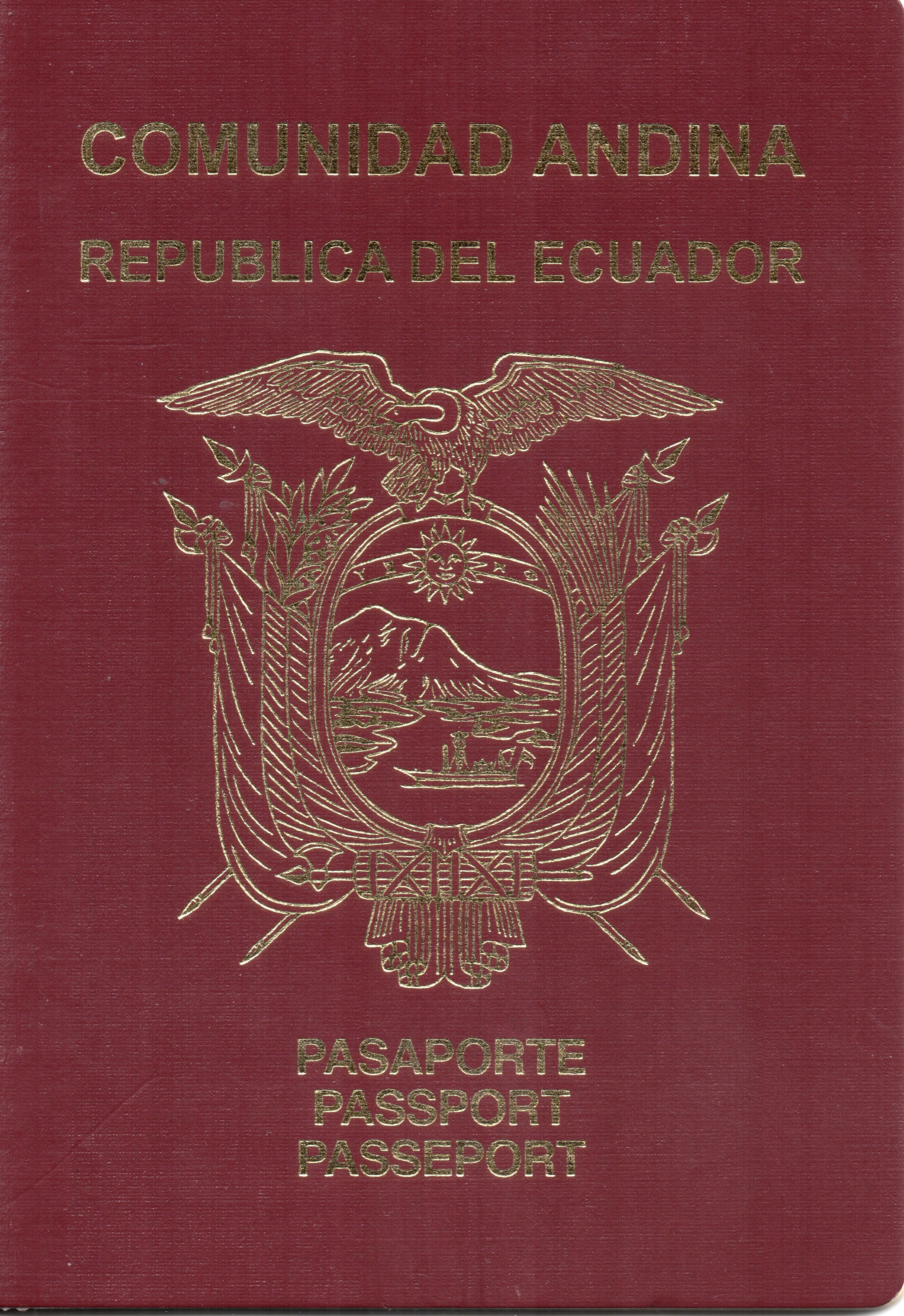
جواز سفر إكوادوري
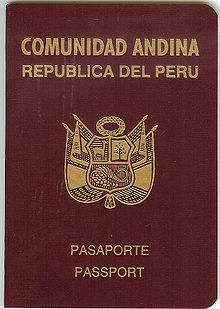
جواز سفر بيرو

## روابط خارجية
- القرار رقم 525 المتعلق بجوازات سفر الأنديز